# Teatro Nacional Sueco

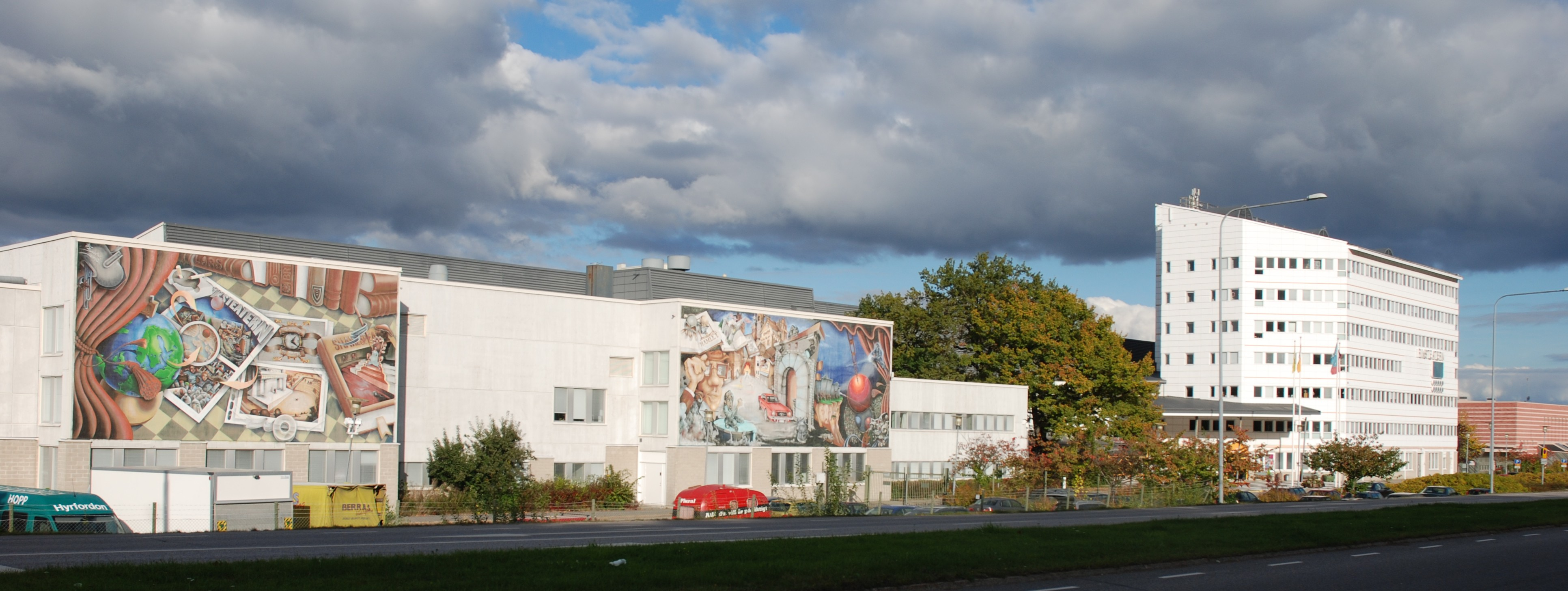
Casa do Teatro Nacional Sueco em Hallunda
Foto: Bengt Oberger

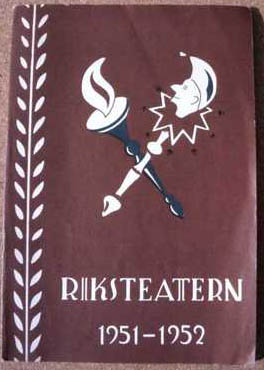
Um programa dos anos 50.

O Teatro Nacional Sueco – em sueco Svenska Riksteatern, mais conhecido como Riksteatern – é uma rede de teatro de tourné com cerca de 236 associações locais e 21 regionais espalhadas por toda a Suécia.

A sua sede fica em Hallunda na Casa do Teatro Nacional Sueco.

Fundada em 1933, esta organização popular proporciona mais de 8000 espectáculos anualmente, através de grupos próprios e por vezes em colaboração com outras companhias de teatro.

O objetivo do Teatro Nacional Sueco é levar representações teatrais a todo o país, fora   das grandes regiões urbanas.

O estado sueco financia em 80%-90& da atividade deste teatro.